# ナショナル・トラスト
ナショナル・トラスト (National Trust) とは、歴史的建築物の保護を目的として英国において設立されたボランティア団体。正式名称は歴史的名所や自然的景勝地のためのナショナル・トラスト (National Trust for Places of Historic Interest or Natural Beauty)。
ナショナル・トラストは設立の目的として「国民の利益のために、美しく、あるいは歴史的に意味のある土地や資産を永久に保存するよう促すこと、土地については、実行可能な限り、その土地本来の要素や特徴、動植物の生態を保存すること、そしてこの目的のために、資産の所有者から歴史的建造物や景勝地の寄贈を受け、獲得した土地や建物などの資産を国民の利用と楽しみのために信託財産として保持すること」を定めており、単なる環境保護ではなく、歴史的建造物や景勝地を国民の遺産として保持することで、愛国心や国民の一体感といったナショナル・アイデンティティを形成・強化することを意義としている。
本組織による保護活動が著名となったことから、同様の趣旨を持って活動する運動、あるいは理念そのものを「ナショナル・トラスト」と呼ぶこともある。同団体は2015年現在、424万人の会員と6万人超のボランティアが支える英国最大の自然保護団体となっている。

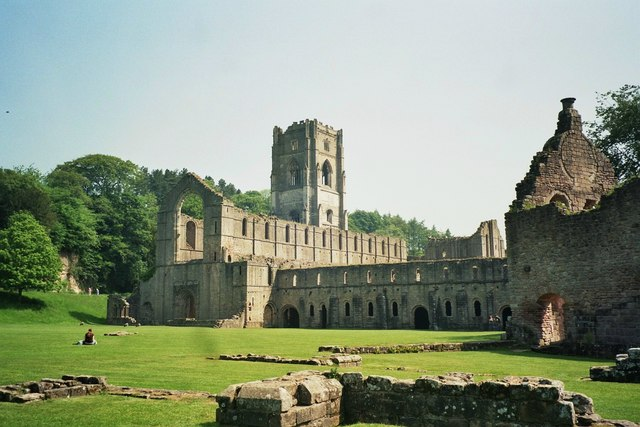
イングランドヨークシャーのファウンテンズ修道院
1132年から建設されたシトー会の修道院

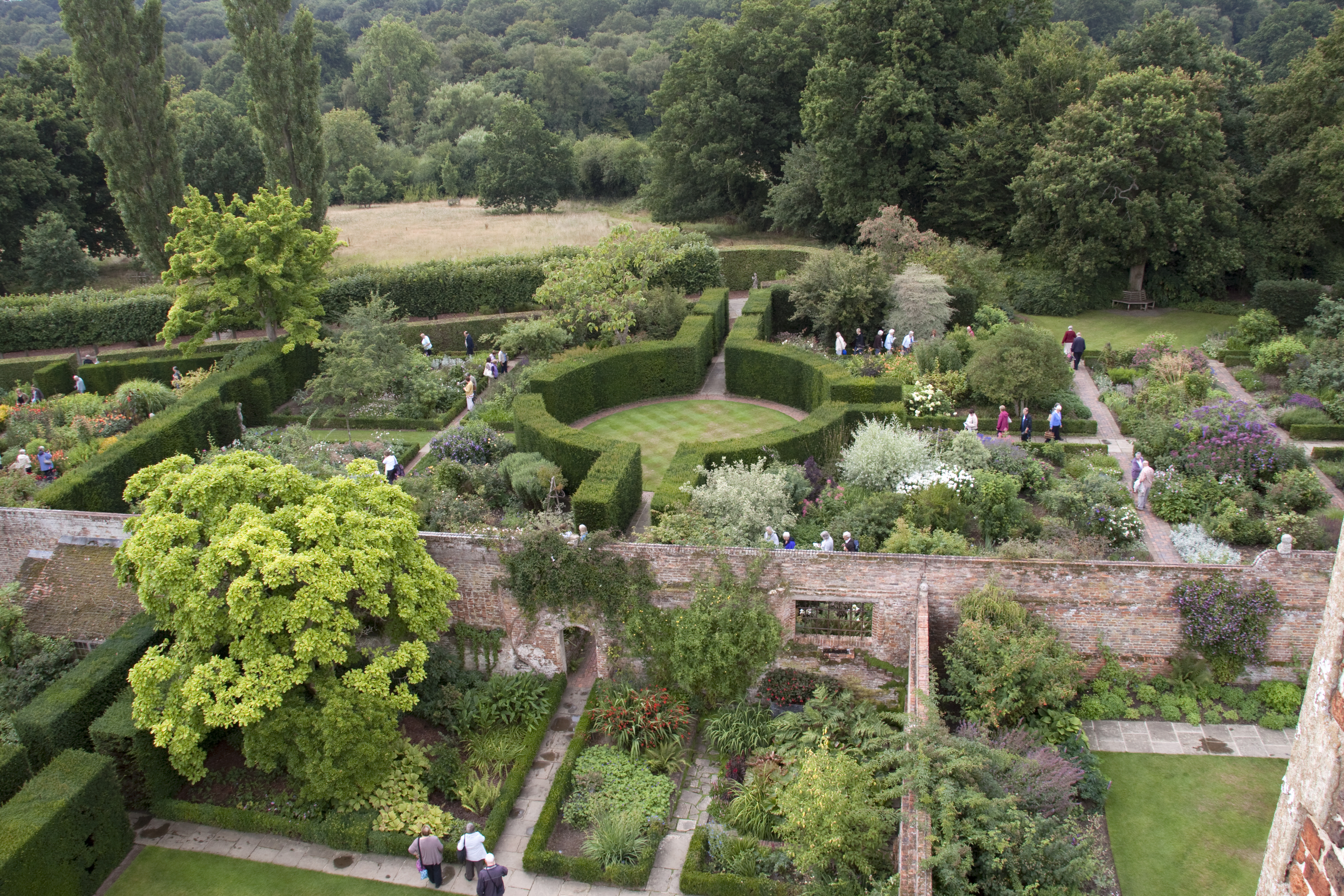
イングランドケント州のシシングハースト・カースル・ガーデン

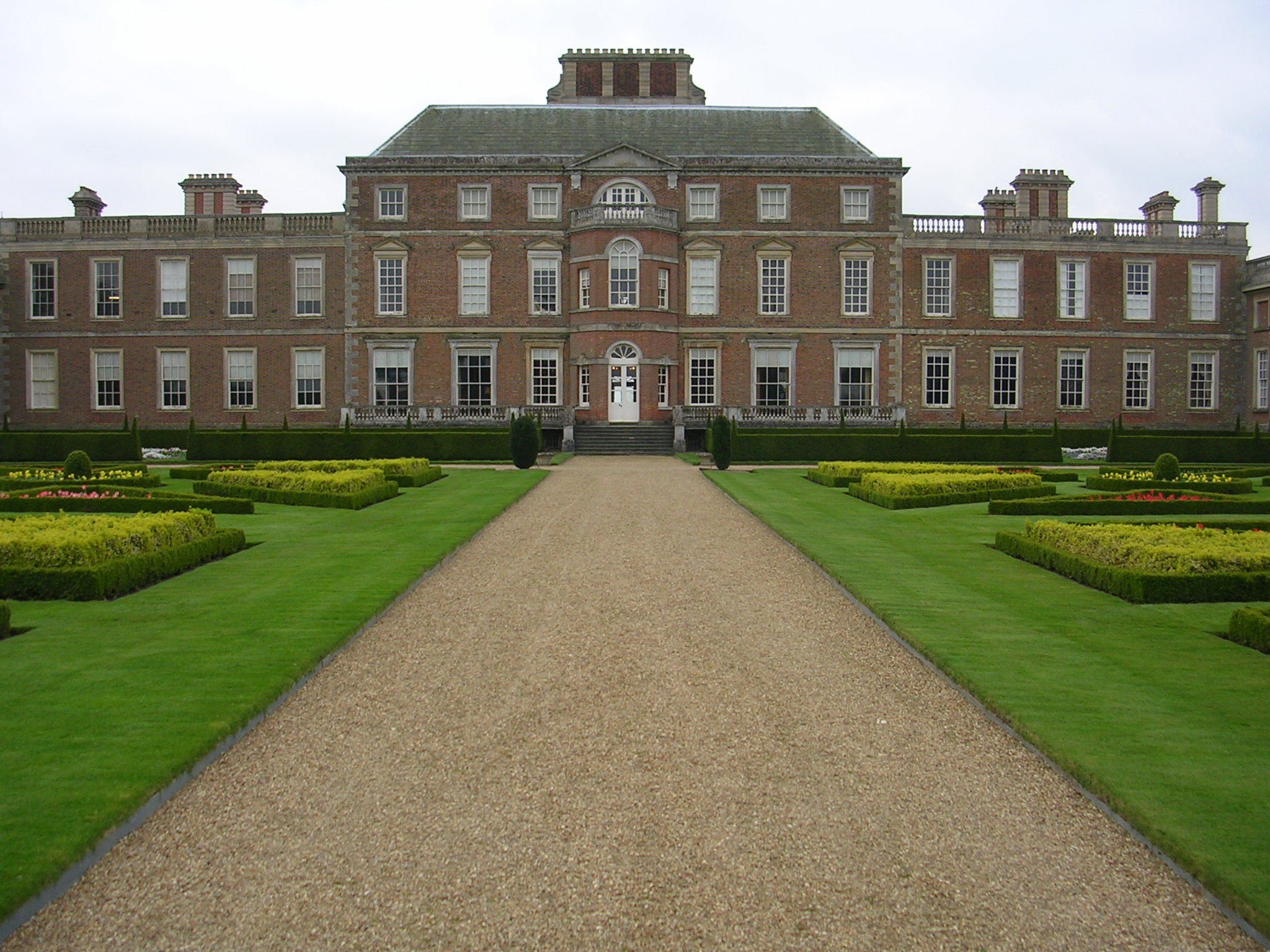
イングランドケンブリッジシャーのウィムポール・ホール
ハードウィック伯爵らの所有したカントリー・ハウス

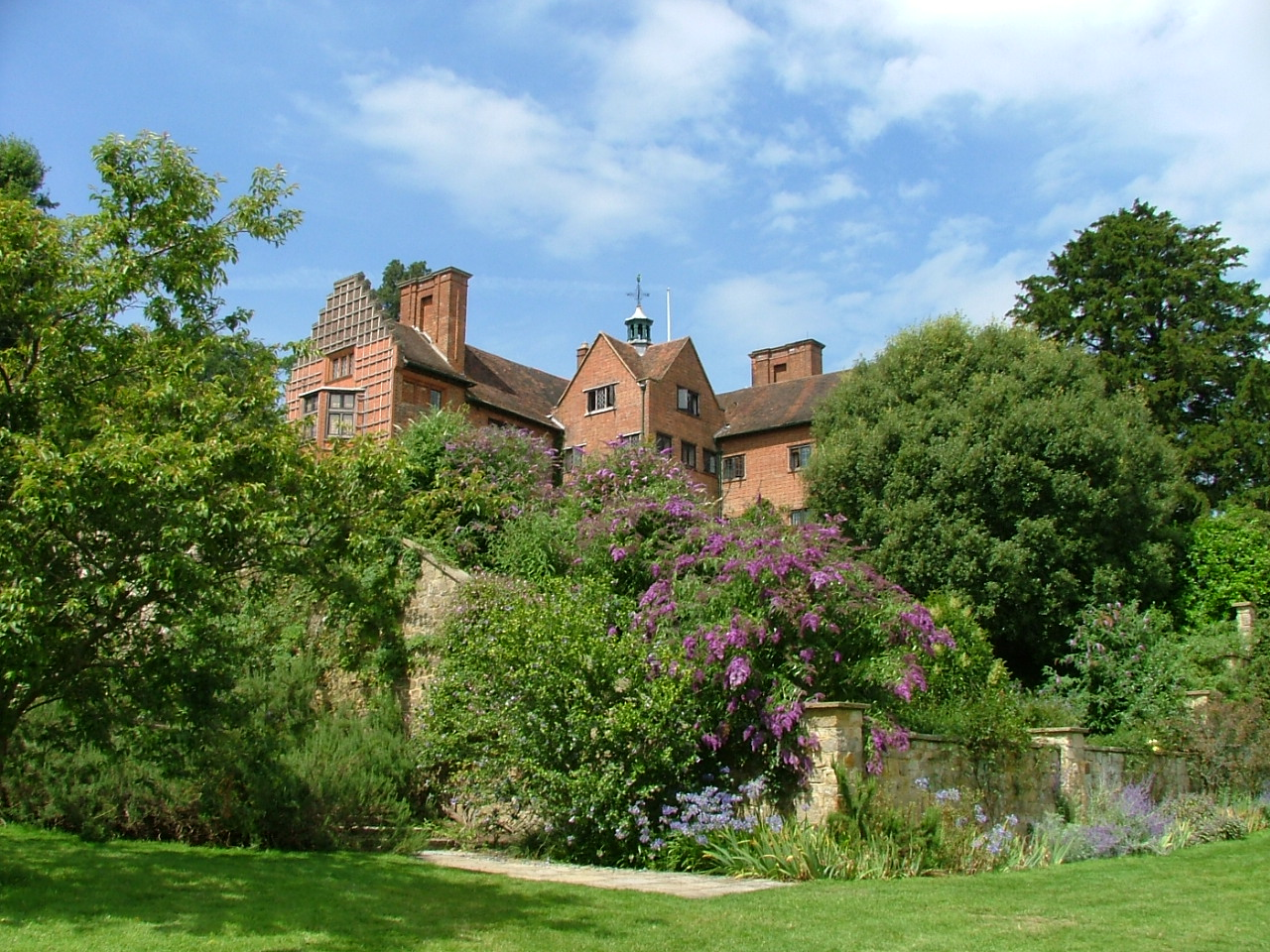
イングランドケント州のチャートウェル
ウィンストン・チャーチルが後半生を過ごした邸宅

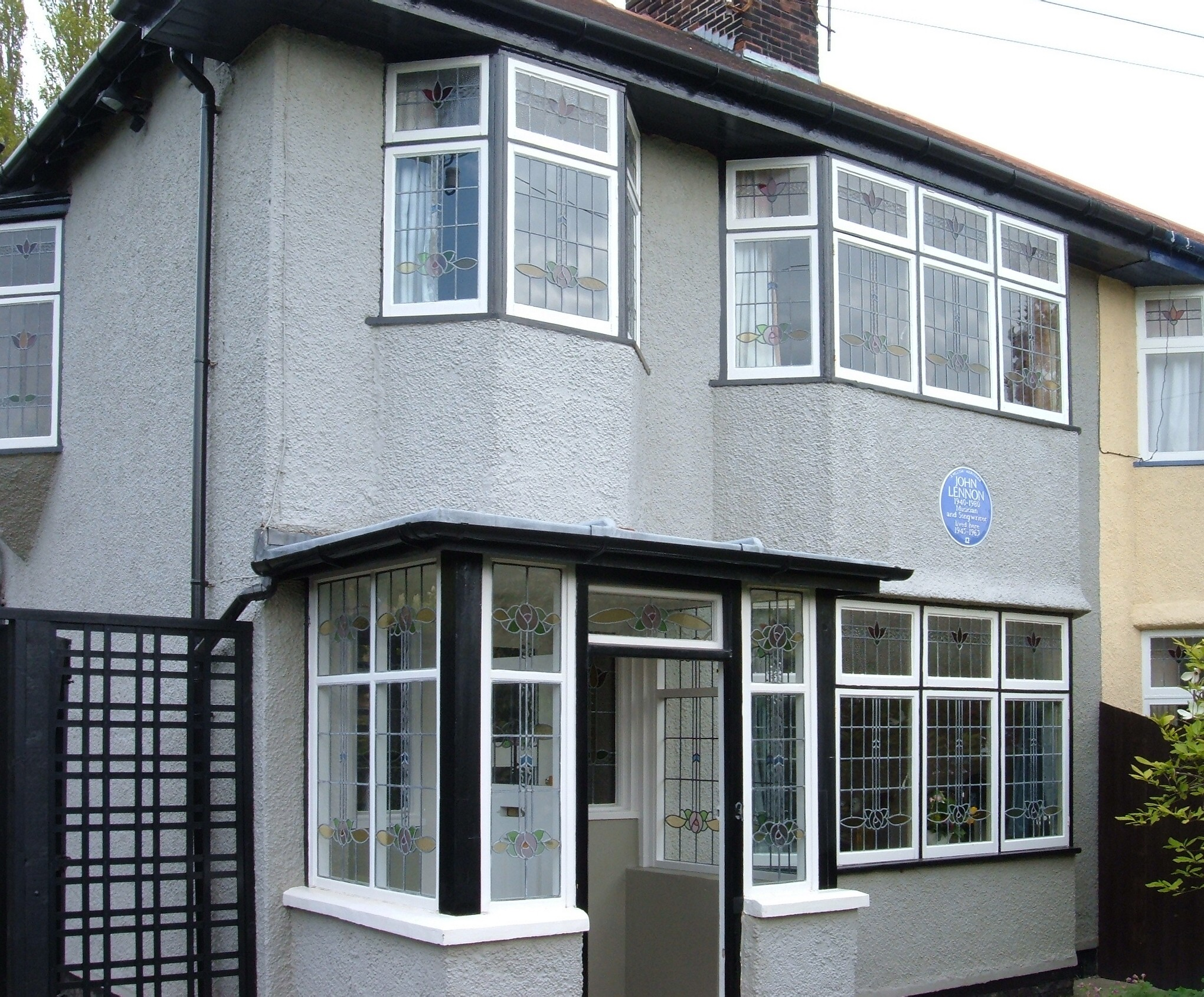
リヴァプールのメンディプス
ジョン・レノンの子供時代の家

## 概要
英国政府の公的機関であるイングリッシュ・ネイチャーや、イングリッシュ・ヘリテッジらと協力して活動をすすめている。
- 対象
  - 自然遺産
  - 文化遺産
- 手段
  - 寄付を募り、これを財団、NPO、NGOなど税制上有利となる組織を通じて使う手法によって、対象の維持・保全・未来への引継ぎを図る。
  - 行政組織に働きかけ、経済上・行政上・法制上の手法を工夫することにより、対象の維持・保全・未来への引継ぎを図る。

## 歴史
1895年にオクタヴィア・ヒル、ロバート・ハンター、ハードウィック・ローンズリー司祭の三者によって設立された。
ヒルはロンドンのスラム街での住宅改良運動で成功を納めた女性であり、ハンターは環境保護団体での実績のある弁護士だった。ローンズリーは湖水地方の鉄道建設反対運動の指導者だった人物である。
設立の背景には、他のヨーロッパ諸国でのナショナリズムの高まりに比して大英帝国では国内統合が進んでいないという知的エリート層の危機感があった。トラストの運営にはジェイムズ・ブライスのような議員や大学教授、ジャーナリストなど幅広い知的専門職が集い、ウェストミンスター公爵をはじめとした伝統的支配階級がパトロンとなった。
ナショナル・トラストは国家や自治体とは独立した公益法人だが、その活動には公的権力の介入が不可欠だった。トラストは評議会の議員たちと連携し、古記念物保護法の改正や1907年にナショナル・トラスト法を成立させるなど、国家による法的援助を受けることに成功した
組織が扱った最初の建築物および自然区はそれぞれアフリストン・クラーギー・ハウスとウィッケン・フェンであった。20世紀中頃になると貴族およびジェントリ層が農村に所有する邸宅であったカントリー・ハウスが、経済的な負担から維持できなくなるケースが増え、ナショナル・トラストもこれらの保護に力を注いだ。

## 著名な施設
2014年から2015年にかけての期間にナショナル・トラスト施設を訪れた人の総数は2130万人を数えた。下のリストはその内で入場料を徴収するものの上位10施設である。
| 順位 | 施設                       | 位置                       | 訪れた人の総数 |
| ---- | -------------------------- | -------------------------- | -------------- |
| 1    | ジャイアンツ・コーズウェー | アントリム県               | 549,066        |
| 2    | ストウヘッド庭園           | ウィルトシャー             | 405,572        |
| 3    | クリーデン                 | バッキンガムシャー         | 404,702        |
| 4    | アッティンガムパーク       | シュロップシャー           | 394,334        |
| 5    | ファウンテンズ修道院       | ノース・ヨークシャー       | 373,364        |
| 6    | ポルズデン・レーシー       | サリー                     | 346,587        |
| 7    | ダナム・マーシー           | グレーター・マンチェスター | 340,929        |
| 8    | ナイマンズ庭園             | ウェスト・サセックス       | 323,268        |
| 9    | キャリック・ア・リード     | アントリム県               | 323,188        |
| 10   | ベルトン・ハウス           | リンカンシャー             | 321,776        |

他にも著名な施設として
- 湖水地方（ピーター・ラビットの舞台）
- ヒル・トップ (ピーター・ラビットの作者ビアトリクス・ポターが絵本の印税で購入し、晩年を過ごした2階建ての家)
- ブラウンシー島（ボーイスカウト発祥の地）
- レッド・ハウス（アーツ・アンド・クラフツ運動発祥の地）
- メンディプス (元ビートルズのメンバー、ジョン・レノンの子供時代の家)

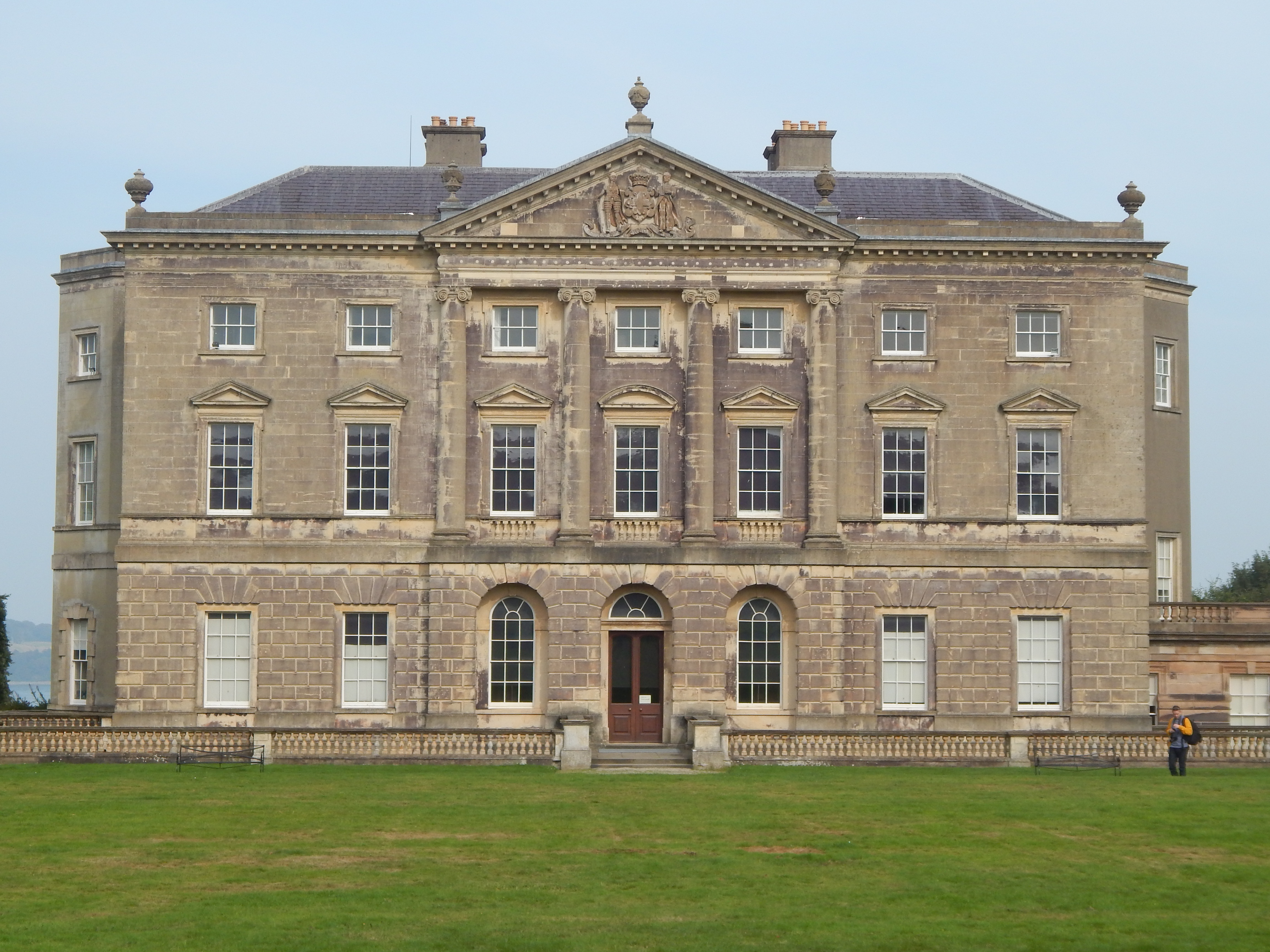
『ゲーム・オブ・スローンズ』の撮影で使用された、北アイルランドにあるキャッスル・ワード

等があげられる。

## イギリス以外の団体
組織の活動の成功によって、英語圏を中心とした世界各国にナショナル・トラストの名称を冠した保護団体が設立された 。以下の団体は互いに協力体制をとっており、ある国における団体の会員は他国のナショナル・トラスト施設への入場料が減額あるいは無料となる。
- The Barbados National Trust： バルバドス
- The Bermuda National Trust： バミューダ
- The Manx National Trust： マン島
- The National Trust for Historic Preservation： アメリカ合衆国
- The National Trust for Places of Historic Interest or Natural Beauty： イングランド、ウェールズ、北アイルランド
- The National Trust for Jersey： ジャージー島
- The National Trust for Scotland： スコットランド
- The National Trust of Australia： オーストラリア
- The National Trust of Fiji： フィジー
- The National Trust of Guernsey： ガーンジー島
- The New Zealand Historic Places Trust： ニュージーランド （建築物）
- The Queen Elizabeth II National Trust： ニュージーランド （その他）

類似組織としては次のものが挙げられる。
- An Taisce： アイルランド共和国
- Heritage Canada： カナダ
- FAI - Fondo per l'Ambiente Italiano： イタリア